# Port lotniczy Ŭiju
Port lotniczy Ŭiju – port lotniczy w miejscowości Ŭiju, w Korei Północnej. Jest administrowany przez Koreańską Armię Ludową. Jest używane zarówno do celów wojskowych, jak i cywilnych.